# Capace
Capace este un film românesc din 2017 regizat de Sorin Marin, Tudor Seichea Marin. Rolurile principale au fost interpretate de actorii Adrian Titieni, Vlad Ivanov.

## Distribuție
Distribuția filmului este alcătuită din:
- Mihai Stănescu
- Eugenia Bosînceanu — Mama
- Liviu Cheloiu
- Vlad Ivanov — Radu
- Claudiu Istodor — Mircea
- Andrei Aradits — Ștefan
- Gavril Pătru — Victoraș
- Răzvan Bănică — Fănică
- Marc Titieni — Toma copil
- Nicholas Bohor — Radu copil
- Adrian Păduraru
- Diana Cavallioti — Elena
- Lucian Ionescu — Ion
- Silviu Mircescu — Laur
- Mihai Smarandache — Florin
- Adina Cristescu — Nașa
- Ana-Teodora Marian — Dansatoare
- Eugeniu Cosma — Vasile
- Silviu Oltean
- Dragoș Panait — Șerban
- Nicholas Catianis — Bobo
- Adrian Titieni — Toma
- Adina Galupa — Maria
- Orodel Olaru